# Graham McRae
Graham McRae (Wellington, 5 maart 1940 – Auckland, 4 augustus 2021) was een Formule 1 coureur uit Nieuw-Zeeland. 

## Carrière
McRae had aanzienlijk succes in de Formule 5000. McRae nam éénmaal deel voor Frank Williams Racing Cars aan een Formule 1 race tijdens de Grand Prix Formule 1 van Groot-Brittannië 1973 waar hij in moest vallen voor de gewonde Henri Pescarolo die ernstige brandwonden had opgelopen in een crash. McRae maakte een slecht debuut, hij viel gelijk in de eerste ronde uit. Na dit debacle werd hij vervangen door Howden Ganley. McRae ging racen in de IRL en nam deel aan de Indianapolis 500, hij werd zestiende. Hij had een goed seizoen in de IRL en werd Rookie of the Year. 
McRae overleed in 2021 op 81-jarige leeftijd.